# نهر سيد يوسف (نصار)
نهر سيد يوسف (بالفارسية: نهرسیدیوسف) هي قرية تقع في إيران في قسم نصار الريفي. يقدر عدد سكانها بـ 132 نسمة .